# إيشا ربا
إيشا ريبا (مواليد 19 أبريل 1990) هي ممثلة هندية تعمل في الغالب في أفلام التيلجو. وهي معروفة بأفلام مثل Anthaka Mundu Aa Tarvatha (2013) و Bandipotu (2015) و Oyee (2016) و Ami Thumi (2017) و Darsakudu (2017) و Awe (2018).
ولدت إيشا ريبا في عائلة تتحدث التيلجو في وارانجال، ونشأت في حيدر أباد. أكملت تخرجها في ماجستير إدارة الأعمال. عملت Rebba كعارضة أزياء أثناء الكلية، وبعد ذلك تلقت مكالمة اختبار من المخرج Mohan Krishna Indraganti على فيسبوك.

## وصلات خارجية
- إيشا ربا على موقع IMDb (الإنجليزية)
- إيشا ربا على موقع قاعدة بيانات الأفلام العربية
- إيشا ربا على موقع قاعدة بيانات الفيلم (الإنجليزية)